# موتور راکت

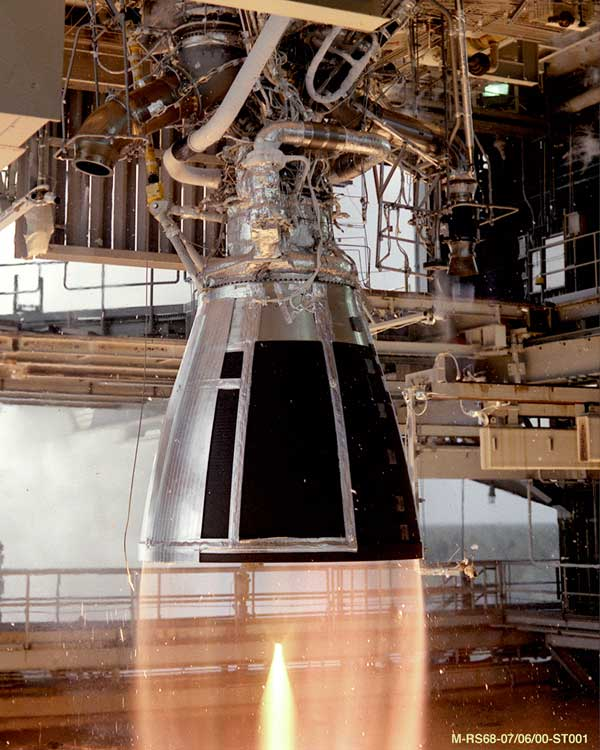
آزمایش موتور RS-۶۸ در مرکز فضایی استنیس ناسا. دلیل نیمه شفاف بودن خروجی این موتور این است که اکثر خروجی آن فقط بخار فوق گرم (Superheat) به اضافه مقداری هیدروژن نسوخته‌است.

موتور راکت (به انگلیسی: Rocket engine) از پیشران راکت به عنوان جرم واکنش برای ایجاد جت پرسرعت سیال پیشران استفاده می‌کند که معمولاً این سیال خروجی گازهای داغ است. موتورهای راکت، موتورهای واکنشی هستند که مطابق با قانون سوم نیوتن، نیروی پیشرانه تولید می‌کنند. معمولاً وسایلی که از موتور راکت استفاده می‌کنند، «راکت» خوانده می‌شوند.

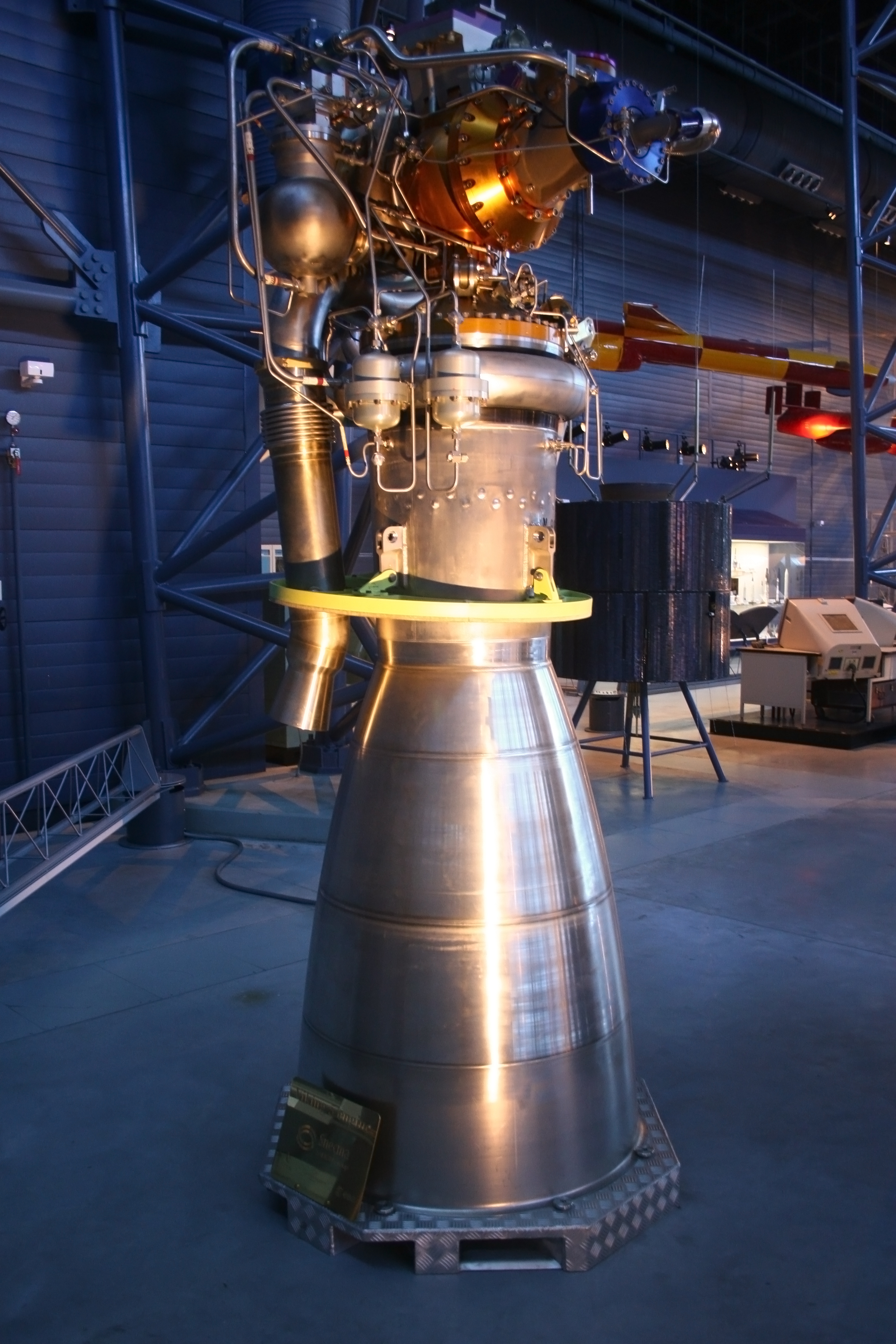
موتور راکت وایکینگ که بر روی راکت‌های Ariane 1 تا Ariane 4 استفاده شده‌است.

در مقایسه با سایر موتورهای جت، موتورهای راکت سبک‌ترین و دارای بیشترین نیروی پیشرانه هستند ولی راندمان مصرف پیشران آنها کمترین می‌باشد. (موتورهای راکت کمترین میزان تکانه مخصوص را دارند)
مطابق با اثر اوبرت (Oberth effect)، راندمان موتورهای راکت با افزایش سرعت افزایش می‌یابد.

## تاریخچه
استفاده از راکتها فقط به ارتش و جنگ ختم نمی‌شود، بلکه از آن برای ارسال ماهواره یا سفینه‌های فضایی و مکتشف نیز استفاده می‌گردد. اولین مورد استفاده نظامی از موشک یا راکت مربوط به قرن سیزدهم و در چین بوده‌است. در این هنگام چینی‌ها از سلاح‌هائی به نام «تیرهای آتش» برای محاصره و سقوط «قلعه کیفینگ» استفاده کردند. این تیرها در حقیقت موشک‌های سوخت جامد (باروت تفنگ) بودند. ایده طرح و ساخت راکت‌ها از آن زمان به بعد مورد توجه قرار گرفت. به‌طوری‌که امروزه راکت‌های سوخت مایع نیز ساخته شده و تکامل بسیاری یافته‌اند.

## سیر تحولی رشد
در سال ۱۲۸۵ راکت‌ها در «کولوگن» اروپا مورد استفاده قرار گرفتند و از آن تاریخ تا به حال به عنوان یک اسلحه مورد توجه می‌باشند. از میان جنگ‌های معروفی که در آن‌ها از راکت به عنوان اسلحه استفاده شد، می‌توان جنگ‌های «سرنیگاپاتا» در هند و در سالهای ۱۷۲۲ و ۱۷۹۹ جنگ‌های «بولوگن»، در سال ۱۸۰۶ جنگ «دانزیگ» و جنگ «کپنهاگ» در ۱۸۰۷ و همچنین حمله انگلیس در «فورت مک هنری» را نام برد.
در طی جنگ جهانی دوم، چند کشور از جمله ایالات متحده آمریکا با موفقیت از مقرهای پرتاب چند راکته استفاده کردند. راکت‌هائی که در جنگ «استالینگراد» توسط شوروی بکار گرفته شدند، در طی جنگ دوم جهانی توسط آمریکا در اختیار شوروی قرار گرفته بودند. راکت‌های سوخت مایع در ایالات متحده توسط پروفسور «رابرت گدارد» ساخته شده و تکامل یافتند. گادارد چندین سال سعی کرد تا ایده‌های خود را به دولت آمریکا بقبولاند و وسایل مورد نیاز خود را تهیه کرد. گدارد و «چارلز لیندبرگ» بالاخره توانستند تعدادی راکت سوخت مایع که با بنزین و اکسیژن مایع تغذیه می‌شدند را ساخته و با موفقیت به پرواز درآورند.
تقریباً در همین زمان چند دانشمند آلمانی به رهبری «هرمان اوبرت» بر روی موتورهای سوخت مایع کار می‌کردند. «ورنر فون براون» که بعدها اسیر شده و به آمریکا منتقل شد، با این گروه همکاری می‌کرد. ون براون بعدها در آمریکا رهبری دانشمندان آمریکایی را که بر روی پروژه راکت سوخت مایع کار می‌کردند، بر عهده گرفت. در پایان جنگ جهانی دوم راکت‌های وی-۲ که توسط براون در آلمان طراحی شده بود، به سمت انگلستان پرتاپ شده و قدرت و کفایت خود را به اثبات رساندند. امروزه انواع مختلف راکت‌ها برای مقاصد گوناگون ساخته و بکار گرفته شده‌اند.

## موتور راکت با سوخت مایع

نمودار ساده شده یک راکت سوخت-مایع. ۱. سوخت مایع راکت. ۲. اکساینده. ۳. پمپ‌های تزریق سوخت و اکساینده. ۴. محفظه احتراق که سوخت و اکساینده در آن مخلوط و محترق می‌شوند. ۵. گازهای داغ در قسمت گلویی مختنق (Choke) می‌شوند که در کنار عوامل دیگر تعیین‌کننده رانش تولید شده می‌باشد. ۶. گازهای خروجی از راکت خارج می‌شوند.

یک موتور راکت که با سوخت مایع کار می‌کند، شامل تزریق‌کننده، اتاقک احتراق، گلوگاه و شیپور می‌باشد. بخش پشتی اتاقک انفجار یا احتراق که محل تزریق سوخت است را اینجکتور یا تزریق‌کننده می‌نامند. لایه داخلی اتاقک احتراق دارای جداری تو خالی است که گاز خنک‌کننده‌ای در آن جریان دارد. شیپور در قسمت عقب دارای شکلی همگرا بوده و ایجاد گلو می‌کند و در قسمت جلو شکلی واگرا داشته و تولید دهانه بزرگ خروجی را می‌نماید. در پشت شیپور اتاقک احتراق قرار دارد. معمول‌ترین طرح شیپور، شیپور دلاوال نام دارد. این نام از اسم دکتر «گوستاو پاتریک دلاواو» یک مهندس سوئدی بود، گرفته شده‌است.

## موتور راکت با سوخت جامد

یک نمودار ساده شده از راکت سوخت-جامد. ۱. یک ترکیب جامد از سوخت-اکساینده در داخل راکت قرار می‌گیرد که در مرکز آن یک سوراخ استوانه ای وجود دارد. ۲. یک مشتعل کننده سطح سوخت را مشتعل می‌کند. ۳. سوراخ مرکزی مانند یک محفظه احتراق عمل می‌کند. ۴. گازهای داغ در قسمت گلویی مختنق (Choke) می‌شوند که در کنار عوامل دیگر تعیین‌کننده رانش تولید شده می‌باشد. ۵. گازهای خروجی از راکت خارج می‌شوند.

این نوع از راکت که در مقایسه با راکت‌های سوخت مایع از ساختار ساده‌تری برخوردار است از قسمت‌های گرین سوخت، محفظه احتراق، کلاهک، باله‌ها، و نازل که همان موتور راکت است تشکیل شده سوخت جامد بر اثر سوختن تبدیل به گاز شده و در نازل دِلاوال ابتدا سرعت آن در گلوگاه نازل به سرعت صوت رسیده سپس در قسمت واگرای بعدی سرعت آن از سرعت صوت بیشتر شده و بر اساس قانون پایستگی تکانه گاز خروجی باعث پیشرانی راکت می‌شود. از راکت‌های سوخت جامد بیشتر در راکت‌های کوتاه برد یا در راکت‌های کمکی ماهواره‌ها که از راکت اصلی جدا می‌شود استفاده می‌شود.

## پمپ مواد سوختی
معمولاً پمپ مواد سوختی در هر موتور راکت شامل یک توربین گازی است که دو پمپ سانتریفیوژی (گریز از مرکز) که بر روی شافت (محور) همان توربین سوار است را می‌گرداند. جنس توربین گازی و لوله سفید آن از آلیاژ نیکل است که در مقابل حرارت زیاد مقاوم می‌باشد. بدنه پمپ مواد سوختی و پروانه‌های آن‌ها از آلیاژ آلومینیوم ساخته می‌شود تا از وزن آن‌ها کاسته شود. ژنراتور گاز توربوپمپ شبیه به اتاقک احتراق موتور راکت است. سوخت ژنراتور گاز معمولاً از منبع اصلی سوخت راکت تأمین می‌شود.
سیستم اشتعال در موتورهای سوخت مایع راکت سیستم اشتعال در راکت‌های سوخت مایع می‌تواند یک سیستم جرقه زنی الکتریکی یا یک سیستم هیپرگولیک باشد. در سیستم الکتریکی، سوخت و اکسیدکننده به صورت پودر به اتاقک احتراق تزریق شده و پس از مخلوط شدن توسط جرقه‌های الکتریکی مشتعل می‌شوند.

## تزریق‌گرها
تزریقگرها (اینجکتورها) در شکلهای مختلف طراحی شده و ساخته می‌شوند. در همه اینجکتور‌ها سوخت و اکسیدکننده به هنگام خروج به خوبی و به‌طور کامل با هم مخلوط می‌شوند. در بعضی از اینجکتور‌ها سوخت و اکسیدکننده پس از ورود به اتاقک با هم مخلوط می‌شوند. در این روش ذرات کوچک‌تر که همان گازهای حاصل از احتراق باشند، تولید می‌شوند. در روش دیگر، سوخت و مایع اکسید‌کننده بر روی صفحاتی که در مقابل اینجکتور تعبیه شده‌اند، پاشیده می‌شوند. در این عمل سوخت و ماده اکسید‌کننده با هم مخلوط شده و مشتعل می‌شوند.

## مواد سوختی مایع
مواد سوختی به مجموعه سوخت و ماده اکسیدکننده گفته می‌شود. برای موتورهای راکت سوخت مایع انواع بسیاری سوخت و اکسیدکننده وجود دارد، اما باید توجه داشت که خصوصیات این مواد با هم متفاوتند. از مواد اکسیدکننده می‌توان اکسیژن مایع، فلورین، پراکسید هیدروژن، اسید نیتریک سفید دودکننده و کلرین را نام برد. بعضی از ترکیبات سوختی بسیار آتش‌زا هستند. برای مثال اکسیدکننده فلورین در ترکیب با آمونیاک ترکیب بسیار قابل احتراقی را تولید می‌کند.

### کار با مواد سوختی مایع
تکنسین یا تعمیرکار راکت که مسئول مواد سوختی راکت است، باید به‌طور کامل با تکنیک‌های این موضوع آشنا باشد. وی ابتدا باید با طبیعت این مواد آشنا بوده و ترکیبات و خصوصیات هر کدام را بداند. برای مثال اکسیژن مایع همیشه در دمای کم نگهداری می‌شود و در صورت تماس با ترکیبات آلی و بافت‌های زنده بلافاصله آن‌ها را منجمد می‌کند و به همین دلیل هرگز نباید اکسیژن مایع با پوست تماس پیدا کند، زیرا در اثر تبخیر شدید و گرفتن مقدار زیادی از دمای پوست باعث صدمه زدن به آن می‌شود.

## کاربرد موتورهای راکت

نیروی پیشرانه در راکت‌ها توسط فشار موجود در محفظه احتراق ایجاد می‌شود. طبق قانون سوم نیوتن نیرویی مساوی و در جهت عکس گازهای خروجی به راکت وارد می‌شود که باعث شتاب گرفتن و ایجاد سرعت‌های بالا می‌شود.

موتورهای راکت در راکت‌های نظامی مانند راکت‌های هوا به هوا (ای‌ای‌ام)، زمین به هوا (اس‌ای‌ام)، هوا به زمین (ای‌اس‌ام)، زمین به زمین (اس‌اس‌ام) و غیره استفاده می‌شود. موتورهای راکت که در راکت‌های رزمی بکار می‌رود هم از نوع سوخت مایع و هم از نوع سوخت جامد می‌باشد. قدرت این موتورها بین چند صد تا چند میلیون پوند متغیر است.
موتور راکت (نازل) در همهٔ راکت‌ها اعم از سوخت مایع و جامد از نازل دِلاوال (نازل همگرا-واگرا) استفاده می‌شود این نازل از سه قسمت همگرا، دهانه، واگرا ساخته شده گازهای حاصل از سوختن سوخت با فشار بالا و دمای بالا وارد قسمت همگرا می‌شود سرعت گاز زیاد می‌شود تا جایی که در دهانه راکت سرعت آن به سرعت صوت می‌رسد در قسمت و وارد قسمت واگرا می‌شود در این قسمت به دلیل خاصیت خاص گازها در سرعت‌های بالاتر از سرعت صوت حالت تغییر سرعت بر اثر تغییر سطح مقطع برعکس شده و سرعت به جای کم شدن زیاد می‌شود بدین ترتیب سرعت گازهای خروجی به بالاتر از سرعت صوت می‌رسد.